# Alphonse Siyam Siwe
Alphonse Siyam Siwe (né le 4 août 1953   ) est un homme politique camerounais qui a exercé les fonctions de ministre de l'Énergie et de l'Eau de 2004 à 2006 et était directeur général du port autonome de Douala . En 2007, il a été condamné à 30 ans de prison pour corruption.

## Biographie

### Enfance et débuts
Alphonse Siyam Siwe est né à Douala. 

### Carrière
Siwe a été directeur adjoint de Labogenie de 1981 à 1984  et directeur de Labogenie de 1984 à 1990.   Il a été nommé secrétaire général adjoint de la présidence le 7 septembre 1990 ; occupant ce poste jusqu'en 1992. Il devient ensuite secrétaire général du ministère des Travaux publics en 1995 avant d'être élu à l' Assemblée nationale dans la circonscription du Haut-Nkam lors des élections législatives de 1997 .  Il est devenu directeur général du port autonome de Douala en avril 1998 et est resté à ce poste jusqu'en février 2005. 
Lors des élections législatives de 2002, Siwe a été réélu à l'Assemblée nationale de la circonscription du Haut-Nkam,   où sa liste, celle du RDPC au pouvoir, a reçu 49,58% des voix et remporté deux des trois sièges disponibles.  Siwe a également été maire de Bafang .  
Siwe a été nommé ministre de l'Énergie et de l'Eau dans le gouvernement nommé le 8 décembre 2004. Il a occupé ce poste pendant un peu plus d'un an.  

### Arrestation et condamnation
Le 24 février 2006, il a été démis du gouvernement et arrêté  pour avoir prétendument participé au vol d'environ 38 milliards de francs CFA de fonds publics au cours de son mandat de directeur général du port autonome de Douala. Ses partisans parlent de chasse aux sorcières et de tentative de la part de ceux qui étaient au pouvoir d'empêcher sa popularité croissante considéré comme menace. Il a été jugé avec 12 autres accusés  en décembre 2007. Le 13 décembre 2007, les verdicts du procès ont été annoncés : Siwe a été condamné à la peine la plus sévère, 30 ans de prison.   Il a été condamné pour six chefs d'accusation et acquitté pour dix. Trois des 12 autres accusés ont également été reconnus coupables  dont Edouard Nathanaël Etondè Ekotto et François Marie Siéwé Nitcheu, qui ont respectivement reçu des peines de 15 et 25 ans.  